# Dreiband-Weltmeisterschaft 1953

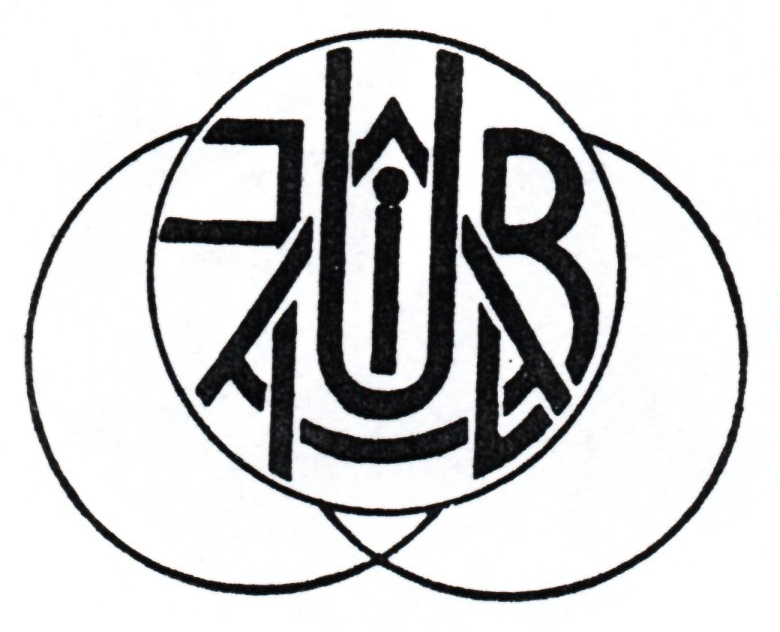
Logo UIFAB (ausrichtender Verband)

Veranstaltungsort: Antwerpen

Die Dreiband-Weltmeisterschaft 1953 war das 14. Turnier in dieser Disziplin des Karambolagebillards und fand vom 2. bis zum 11. Oktober 1953 in Antwerpen statt. Es war die erste Dreiband-Weltmeisterschaft in Europa nach Kriegsende und die zweite in Belgien.

## Geschichte
Zum ersten Mal wurde im historischen „Stadfeestzaal“ von 1908 gespielt. 1974 sollte dieser noch einmal Austragungsort der WM sein, bevor er im Jahre 2000 durch einen Brand fast komplett zerstört wurde. 2013 wurde die „Lotto-Arena“ als WM-Austragungsort genutzt.
Die Argentinier zeigten wieder einmal, dass sie zu dieser Zeit die besten Dreibandspieler der Welt waren. Es gab wieder einmal zwei Medaillen. Es siegte erstmals Enrique Navarra. In der letzten und damit entscheidenden Partie gegen René Vingerhoedt bewies er gute Nerven und gewann knapp mit 50:49 in 59 Aufnahmen. Der städtische Festsaal war eine exzellente Turnierstätte und war an allen Tagen mit 3000 Besuchern ausverkauft.

## Modus
Gespielt wurde in einer Finalrunde „Jeder gegen Jeden“ bis 50 Punkte.

## Abschlusstabelle

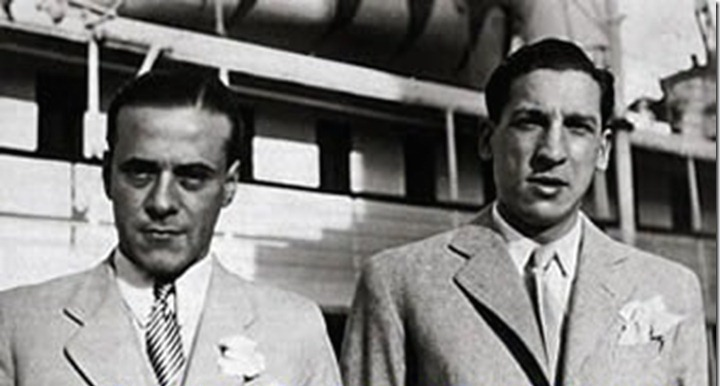
Der Sieger Enrique Navarra (links) und der Drittplatzierte Pedro Leopoldo Carrera

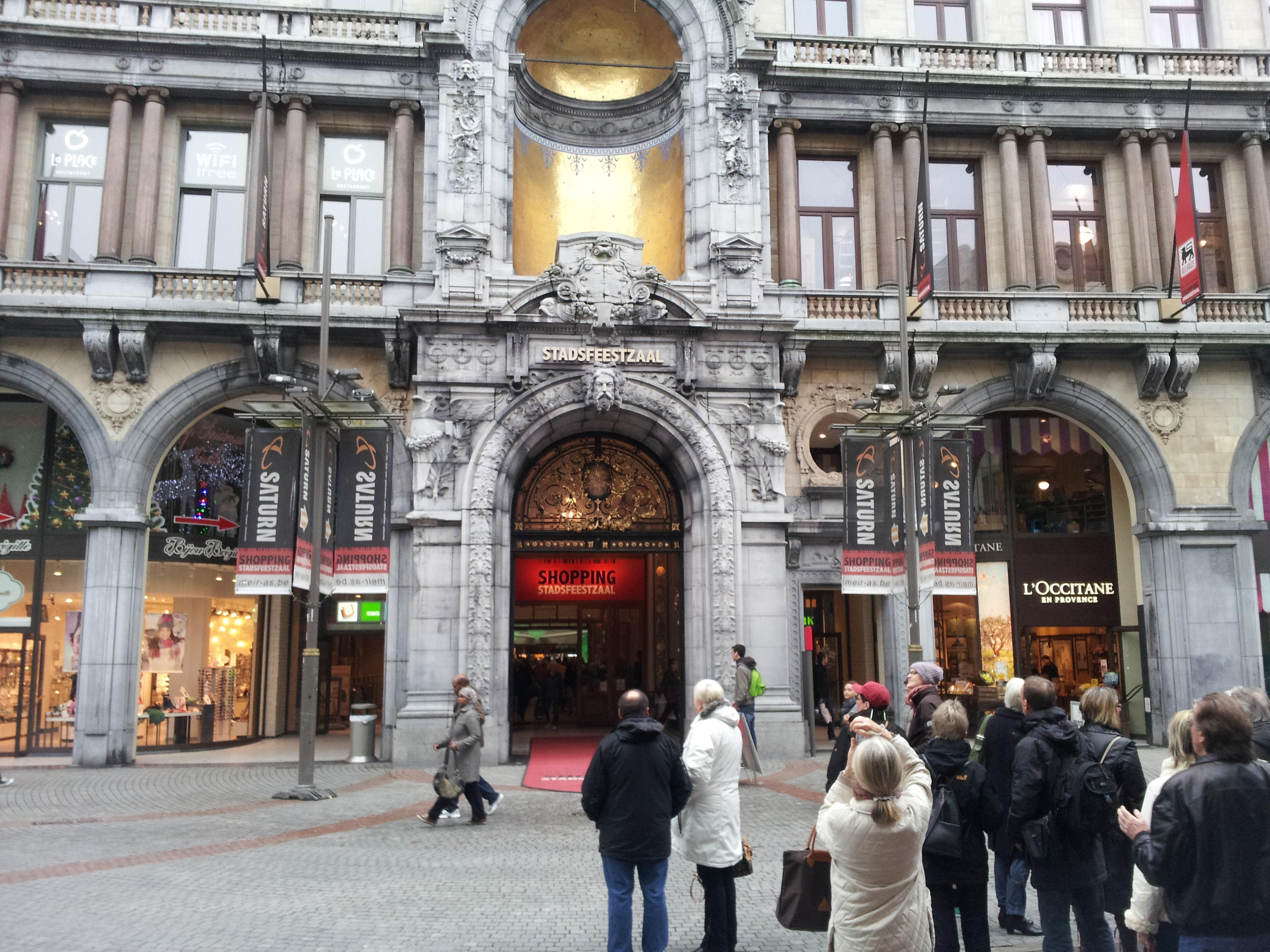
Fassade des Antwerpener Stadtfestsaals

| MP    | Match Points (Sieger = 2; Unentschieden = 1; Verlierer = 0) |
| Pkte. | Erzielte Karambolagen                                       |
| Aufn. | Benötigte Versuche                                          |
| GD    | Generaldurchschnitt                                         |
| BED   | Bester Einzeldurchschnitt eines Spielers                    |
| HS    | Höchstserie                                                 |
|       | Bester GD des Turniers                                      |
|       | Bester ED des Turniers                                      |
|       | Beste HS des Turniers                                       |
|       | 1. Platz (Gold)                                             |
|       | 2. Platz (Silber)                                           |
|       | 3. Platz (Bronze)                                           |

| Platz                      | Name                   | MP    | Pkte. | Aufn. | GD    | BED   | HS |
| -------------------------- | ---------------------- | ----- | ----- | ----- | ----- | ----- | -- |
| 1                          | Enrique Navarra        | 20:2  | 529   | 564   | 0,937 | 1,111 | 9  |
| 2                          | René Vingerhoedt       | 18:4  | 536   | 535   | 1,001 | 1,388 | 8  |
| 3                          | Pedro Leopoldo Carrera | 16:6  | 520   | 564   | 0,921 | 1,428 | 10 |
| 4                          | Bernard Siguret        | 16:6  | 520   | 579   | 0,898 | 1,282 | 11 |
| 5                          | August Tiedtke         | 16:6  | 511   | 592   | 0,863 | 1,111 | 12 |
| 6                          | António Ventura        | 10:12 | 470   | 618   | 0,760 | 0,925 | 9  |
| 7                          | Frans Rombouts         | 8:14  | 486   | 690   | 0,704 | 1,020 | 7  |
| 8                          | Alfred Lagache         | 7:15  | 467   | 663   | 0,704 | 0,943 | 7  |
| 9                          | Pierre Fauconnier      | 6:16  | 451   | 624   | 0,722 | 0,980 | 10 |
| 10                         | João Pereira           | 6:16  | 405   | 639   | 0,633 | 0,943 | 9  |
| 11                         | Antonio Berti          | 5:17  | 426   | 708   | 0,601 | 0,781 | 6  |
| 12                         | Ernst Rudolph          | 4:18  | 448   | 668   | 0,670 | 0,925 | 8  |
| Turnierdurchschnitt: 0,774 |                        |       |       |       |       |       |    |